# Follow Me (Isac Elliot)
Follow Me è il secondo album di studio del cantante pop finlandese Isac Elliot, pubblicato il 7 novembre 2014 attraverso la Sony Music Entertainment. L'album è entrato nella classifica finlandese degli album più venduti raggiungendo la sesta posizione.
Tre singoli con relativo video musicale sono stati estratti dall'album. Il primo, Baby I, è stato pubblicato il 23 giugno 2014, seguito da Tired of Missing You, pubblicato il 10 ottobre 2014. Il terzo singolo, Parachute, è stato pubblicato il 23 febbraio 2015.

## Tracce
1. Tired of Missing You – 3:43
2. Just Can't Let Her Go – 2:51
3. Hush – 3:18
4. Parachute – 3:25
5. Engine – 3:55
6. Baby I – 3:41
7. Glitter – 3:14
8. Recklessly – 3:18

## Classifica
| Classifica | Massima posizione |
| ---------- | ----------------- |
| Finlandia  | 6                 |
| Norvegia   | 10                |